# Gramatika spojování stromů
Gramatika spojování stromů, anglicky Tree-adjoining grammar (TAG), je gramatický formalismus definovaný Aravindem Joshim. Stromové gramatiky jsou do jisté míry podobné bezkontextovým gramatikám, ale základní jednotkou přepisu je strom, nikoli symbol. Zatímco bezkontextové gramatiky mají pravidla pro přepis symbolů jako řetězců jiných symbolů, stromové gramatiky mají pravidla pro přepis uzlů stromů do jiných stromů. TAG se skládá z několika elementárních stromů, které lze kombinovat pomocí včlenění stromů do jiných stromů.
TAG je lexikálně orientovaný matematický formalismus, který dokáže přesně zachytit syntaktické vlastnosti přirozených jazyků (například angličtiny, francouzštiny či korejštiny).